# Tollesbury
Tollesbury – wieś i civil parish w Anglii, w hrabstwie Essex, w dystrykcie Maldon. Leży 25 km na wschód od miasta Chelmsford i 73 km na północny wschód od Londynu. W 2011 roku civil parish liczyła 2621 mieszkańców. Tollesbury jest wspomniana w Domesday Book (1086) jako Tolesberia.